# Excelsior (periódico)
Excelsior fue un diario deportivo publicado en Bilbao entre 1924 y 1931.

## Descripción
Editado en Bilbao, su primer número apareció el 31 de marzo de 1924.
Fue el primer diario deportivo de España. Su director fue Jacinto Miquelarena, y en él colaboraron  Juan Irigoyen, Castor Uriarte y Ramiro Bourgeaud. Llegó a alcanzar una tirada de 20 000 ejemplares.
En octubre de 1931 desapareció, tras tensiones en el seno del nacionalismo vasco, su impulsor, siendo sustituido por el  Excelsius, bajo la dirección de José Ramón Basterra.